# Locomotive SFR 181-188
Le locomotive 181 ÷ 188 delle Strade Ferrate Romane erano una serie di locomotive a vapore, a tender separato, di rodiggio 1-2-0.
Provenivano dal parco delle Strade Ferrate Livornesi, per le quali erano state costruite nel 1863-64 dalla Robert Stephenson & Co.
Nel 1885, con la creazione delle grandi reti nazionali, passarono nel parco della Rete Mediterranea, dove presero i numeri da 2427 a 2434.
Nel 1905, all'atto della statalizzazione delle ferrovie, esistevano ancora 7 unità, che vennero inserite dalle Ferrovie dello Stato nel gruppo 160, con numeri da 1601 a 1607.
A causa della loro obsolescenza, vennero tutte radiate prima del 1911.